# Claudine Emonet
Claudine Emonet-Profit, francoska alpska smučarka, * 13. februar 1962, Sallanches, Francija.
Nastopila je na Olimpijskih igrah 1988, kjer je zasedla sedemnajsto mesto v smuku in 22. v superveleslalomu. V edinem nastopu na svetovnih prvenstvih leta 1989 je osvojila deseto mesto v smuku. V svetovnem pokalu je tekmovala devet sezon med letoma 1982 in 1990 ter dosegla dve uvrstitvi na stopničke v smuku. V skupnem seštevku svetovnega pokala je bila najvišje na 30. mestu leta 1983, ko je bila tudi tretja v smukaškem seštevku.
Tudi njena sestra Patricia Emonet je bila alpska smučarka.